# روضة سدير
روضة سدير هي إحدى مراكز محافظة المجمعة في منطقة الرياض في المملكة العربية السعودية.

## الموقع
تقع روضة سدير في منتصف منطقة سدير، ومنطقة سدير تقع في بحبوحة نجد ويحدها من الجنوب الشرقي محافظة ثادق ومدينة الرياض، ومن الشمال الغربي الزلفي ومنطقة القصيم، ومن الجنوب الغربي منطقة الوشم.
أما روضة سدير فتقع على طريق الرياض ـ سدير ـ القصيم، على بعد مائة وسبعين كيلومتر، شمال غرب الرياض.
ويحد الروضة غرباً المعشبة، وجنوباً أراط، وشرقاً مبايض، وشمالاً الداخلة والتويم، ومن الناحية الجنوبية الشرقية الحصون.
وتحتل الروضة جزءاً متميزاً من وادي سدير، الذي كان يعرف فيما مضى بوادي (الفقي) كما سنذكر لاحقاً، وتعد من أشهر وأقدم مدن منطقة سدير التي تضم أكثر من ستين بلدة وقرية.
وتقع روضة سدير ما بين خط 45 ـ 50 طولاً، وخط 25 ـ 30 عرضاً.

## تاريخها
هناك الكثير من الكتب القديمة استعرضت تاريخ المنطقة من ناحية الموقع والسكان، وسنستعرض بعضاً من تلك النصوص، لاكتمال الفائدة حول هذا الموضوع:
1.	يقول الهمداني المولود سنة 280 هـ ((ثم تنزل من نقيل طحبل إلى بطن العَتك وإلى البكَرات فمن أيمن بطن العتك تَمر وتُمير ومُبايض وروضة العُرقوب ويقابلك ضاحِك وهي نقيل في العرمة يدفع إلى مياسر الدهناء من عن يمين فلج وبأعلاه الحِقلة والثَمد وكل ما عددت من مياه العتك وقراة لالرباب من بني تميم، ثم تقفز من العتك في بطن ذي أُراطٍ ثم تسند في عارض الفقي فأول قراة جماز وهي ربابيَّة ملكانية عَدَويَّة من رهط ذي الرُّمة ثم تمضي في بطن الفقي وهو وادٍ كثير النخل والآبار فتلقى قارة بَلعَنبَر وهي مجهلة والقارة اكمة جبل منقطع في رأسه بئر على مئة بَوع وحواليها الضياع والنخيل قال راجزهم:
ثم تصعد في بطن الفقي فترد الحائط حائط بني العنبر قرية عظيمة فيها سوق وكذلك جماز سوق في قرية عظيمة أيضاً، ثم تخرج منها إلى الروضة روضة الحازمي وبها النخيل والحصن منيع، ثم تمضي إلى قارة الحازمي وهي دون قارة العَنبر وأنت في النخيل والزروع والآبار طول ذلك))
وعلق على ذلك الأمير تركي بن محمد بن ماضي بقوله:
(أما ضاحك فهو ثنية يسلكها المسافرون بين بلد ثادق وبين بلد العودة الواقعة في أسفل سدير وأما بطن ذي أراط فهو واد عظيم يأتي سيله من الجهة الغربية من جبل طويق ويصب في العتك. ويعرف بهذا الاسم إلى هذا العهد (أراط).
وأما وادي الفقي فهو وادي سدير الذي أعلاه الروضة والمعشبة وأسفله العودة. وأما قارة بني العنبر وهي بلاد محمد بن سعود بن مانع العمروي التميمي الذي انتقل منها إلى حوطة بني تميم واستوطنها هو وذريته ومن رحل معه من بني تميم والقارة المذكورة الآن غير مسكونة وبها آثار بنايات قديمة كما أن البئر التي أشار إليها الهمداني في رأس الأكمة لا زالت موجودة ومعالمها ظاهرة.وأما الحائط فهي بلد حوطة سدير وأهلها بنو تميم. (آل منيف) من الوهبة من تميم، وآل نصر الله من الوهبة من تميم والمناقير من بني منقر الذين يرأسهم قيس بن عاصم المنقري الذي قال فيه النبي محمد لمّا سألته عائشة عنة قال لها «هذا سيد أهل الوبر» وآل حسين من بني العنبر بن تميم وأكثر سكان هذه البلدة من تميم سوى آل زكرى فهم من بني زيد والجراوى من بني خالد.)
ويقول الهمداني في موضع آخر: ((والفقي لآل حماد من تميم والحائط لبني تميم))
2. ويقول الأصفهاني وهو من علماء القرن الثالث الهجري في كتابة بلاد العرب: ((ثم بطن الحريم، وهو وادٍ لبلعَنبَر بالفقء. ثم زُلفَة، وهي لهم أيضاً. ولهم جلاجل.
ومُعزِل.ثم الروضة، وهي لبلعنبر أيضاً.
3. وقال ياقوت الحموي في كتابة معجم البلدان والمتوفى سنة 629 هـ: ((.. الفقي: وادٍ في طرف عارض اليمامة، من قِبَل مهب الرياح الشمالية، وقيل: هو لبني العنبر بن عمرو بن تميم، نزلوها بعد قتل مسيلمة..))
وفي موضع آخر من كتابة قال: (..الفقي، قال الحفصي: عند ذكره نواحي اليمامة، الفقي: بفتح الفاء: ماء يسقي الروضة، وهي نخيل، ومحارث لبني العنبر..)
4.	وقال عُبيد بن أيوب من بني العنبر من تميم:

وذكر الشيخ محمد بن حمد الماضي بأن «قراّن» هذا موقع في أعلى وادي الفقي ويسمى حالياً «قاران»، ويقول فيه عبد العزيز بن عثمان بن زامل من ضمن قصيدة شعبية، عندما كان في ذلك الموقع يوم العيد: 
وكما ذكرنا فإن قاران هذا في أعلا وادي سدير بأعلا الروضة وهو موقع منبسط وفية رجم مبني بالحجارة يستظل به المارة وأصحاب الصيد عندما كان متوفراً بكثرة في ذلك الزمن.
5.	ونظراً لترابط المواضيع ولكي تكتمل الفائدة سأنقل بالنص ما قاله الأصفهاني في كتابه بلاد العرب، وهو من علماء القرن الثالث الهجري، عن بعض المواطن التي نحن بصدد بعضها، فيقول: ((أما منازل بني عَديّ بن جندب «ابن العنبر بن عمرو بن تميم»: فبطن َفلجٍ «وهو الوادي الذي يخترق شرقي نجد من الدهناء إلى قرب البصرة، ويعرف الآن باسم الباطن، وفية الحفر، ماء يضاف إلية»، من طريق مكة. وملكهم من الطّرِق، ما بين ذات العُشر إلى الرُّقيعي، والرقيعي ثمد لهم يُنسب إلى بني رقيع «وهو منهل لايزال معروفاً، ولكنة يُسمى الرقعي، في أسفل فلج الباطن بقرب الكويت» وفية يقول الشاعر:
يعني خالد بن ربيعة بن رُقيع. فهذه محاضرهم في قيظهم، ومسقى أموالهم. ويتبدون في الصحراء بين الدو «والدو الآن يعرف باسم الدبدبة»، والصمان. قال بعض الرجاز:
وقال عبد الرحمن بن قشير:
وأما بنو حُنجود " بن الجندب بن العنبر " فمنازلهم الجفار، عن يسار المصعد من السُّمينة في مهب الجنوب منها، " وحدد ابن رستة وغيرة ـ ممن ذكر مسافات الطرق ـ المسافة بينها وبين الحفر بـ 133 ميلاً، وبينها وبين القريتين بـ 93 ميلاً، أي أنها تقع بعد الحفر للمتوجة إلى مكة.ولبني جنحود أيضاً الحمارة، والثوير والموُجدَةُ ومياه كثيرة. " ويظهر أن بعض هذه المياه قد غطتها الرمال الواقعة في طريق الشمالي بقرب الزلفي، والمعروف الآن بنفود الثويرات والذي هو لسان ممتد من الدهناء، والثوير معروفة الآن قرية من قرى الزلفي الواقعة في ذلك النفود "
واراب متياسرةٌ عن الجفر «قد يكون الحفر»، مُصعدةٌ في شق الرمل، ويسكنها بنو عمرو بن جندب وأخلاطٌ معهم، وأما بنو مالك بن جندب «بن العنبر» فلهم الينسوعة، والوقبي «ولايزال هذا المنهل معروفاً في شرقي نجد على الحدود العراقية»، وهي ماءة قريبة من الينسوعة في مهب الشمال، منها عن يمين المصعد.
وبنو عوف بن مالك بن جندب: يسكنون الفقَْ «والفقي وادي سدير» وينزلون الحريم، وجلاجل «البلدة المعروفة الآن في إقليم سدير» من ناحية الفقءِ.
وأما كعب بن جندب: فلهم ماء يقال له الأُسيلة، لهم به نخل، ولهم قاع يزرعونه يقال له الجثجاثة.
وأما كعب بن العنبر: فمنزلهم اللهابة «من أشهر مناهل شرقي نجد، ولا تزال معروفة» وهي قريبة من طويلع، وينزل ناس منهم بالفقءِ، وهم بنو زيد بن مجفر «واسم مجفر عبد شمس بن كعب بن العنبر» وينزلها بنو مالك ابن العنبر.وبنو حصن من بني مالك، وهم رهط عُبيد بن أيوب «شاعر إسلامي»
وسكنه أيضاً قوم من بني عدي من بني جناب «كذا في الأصول وقد تكون تصحيف جندب» ولهم عزٌ ومنعةٌ وأموال.وكانوا حاربوا حنيفة فانتصفوا منهم في الحرب التي قُتل فيها عبد الرحمن بن قشير.
والفقءِ بالكرمة، والكرمة باليمامة، ويجاورهم في الفقءِ حِمَّان، وعكل، وضبة، وعدي، وتيم، وغيرهم «وحمان من كعب بن سعد بن زيد مناة بن تميم، وعكل هم بنو الحارث جشم وسعد وعلي بنو عوف بن وائل بن قيس ابن عوف عبد مناة بن اد بن طابخة بن إلياس، وعدي هو بن عبد مناة بن اد».
وقال أبو حُممة ـ وكان أبو حممة أحد بني عَبَدَة بن عديّ ـ يمدح بني كعب ابن العنبر، ويذكر منزلهم باللهابة:
وكان جاورهم فأحمد جوارهم.
ثم بطن الحريم، وهو وادٍ لبني العنبر بالفقءِ، ثم زُلفة «وهي الزلفي المعروفة الآن» وهي لهم أيضاً، ولهم جلاجل، ومُعزِل، ثم الروضة، وهي لبلعنبر أيضاً، ثم البرقاء «في كل من بلدة التويم وجلاجل: نخل يدعى البرقاء، والبلدتان من منازلهم».
ثم إراب، وهو ماء لبني العنبر، ثم جُرزة وهي لهم أيضاً «منهل معروف قرب الزلفي فيه قرية ذات نخل، وذلك حيث أنجزر طرف جبل طويق (العارض) الشمالي واتصل بالرمل».
ثم الأعزلة «واد لبني العنبر».))
قال ابن عيسى: وفي سنة 1057 سار الشريف زيد بن محسن شريف مكة إلى نجد، ونزل روضة سدير، وقتل أمير روضة سدير ماضي بن محمد بن ثاري، واجلى آل (أبوراجح) وجعل في بلد الروضة اميرا رميزان بن غشام التميمي من آل(أبو سعيد).
وماضي هذا هو جد ماضي بن جاسر بن ماضي بن محمد بن ثاري

## وصلات خارجية
- معرض الصور لمنطقة سدير (أكثر من 2000 صورة) مفهرسه إلى مجلدات